# Gustavo Alfaro
Gustavo Julio Alfaro Mereles (Rafaela, 14 de agosto de 1962) es un exfutbolista, entrenador de fútbol y comentarista deportivo argentino. Se desempeñaba como mediocampista. Actualmente dirige a la selección de Paraguay.
Alfaro inició su carrera futbolística en el Club Atlético de Rafaela, en Argentina, donde disputó aproximadamente 126 partidos oficiales y anotó un total de 6 goles. En su faceta como entrenador, comenzó en el mismo club, Atlético de Rafaela, y posteriormente dirigió a varios equipos de la Primera División Argentina, entre los que se destacan Quilmes, Belgrano, Olimpo, San Lorenzo de Almagro, Arsenal de Sarandí, Rosario Central, Tigre, Gimnasia y Esgrima La Plata, y Boca Juniors. A nivel internacional, dirigió al Al Ahli de Arabia Saudita, la selección de fútbol de Ecuador, la selección de fútbol de Costa Rica y actualmente se encuentra al frente de la selección de fútbol de Paraguay. Entre sus logros más relevantes en su trayectoria como entrenador, se incluye el ascenso de Olimpo a la Primera División Argentina en 2002, tras conquistar el campeonato de la Primera B Nacional en 2001. En 2003, repitió este éxito con Quilmes, consiguiendo el ascenso y, en la temporada siguiente, logrando una histórica clasificación a la Copa Sudamericana y a la Copa Libertadores de América. A nivel local, se consagró campeón de la Primera División Argentina con Arsenal y Boca Juniors. En ambos clubes, obtuvo la Supercopa Argentina y la Copa Argentina. Con el conjunto de Sarandí, se coronó campeón de la Copa Sudamericana 2007. Clasificó a la selección de Ecuador a la Copa Mundial de la FIFA 2022, celebrado en Catar y a la selección costarricense para la Copa América.

## Como jugador
Desarrolló su carrera futbolística de 132 partidos, iniciándose en su ciudad natal, siendo jugador de Atlético de Rafaela donde se desempeñó como mediocampista entre los años 1988 y 1992, iniciándose en Sportivo Norte. Fue campeón del «Torneo Interior» en 1988 y 1989, en el que disputó una promoción de ascenso a la Primera División de Argentina en 1989. Jugó un Torneo Regional con el Club Atlético Villa Alvear, equipo de Resistencia, Chaco.

## Como entrenador

### Primeros años
Luego de su retiro como jugador en Atlético de Rafaela, pasó a dirigirlo en 1992.También dirigió a Belgrano, Olimpo, Quilmes, y hasta la mitad del año 2008 a Arsenal, de Sarandí. A partir del 10 de octubre de 2008, se hizo cargo, hasta junio de 2009, de la conducción técnica de Rosario Central. Volvió luego, en 2010, a Arsenal, tras un paso por el Al-Ahli de Arabia Saudita.
Entre sus logros se destacan el ascenso en 2002 a la Primera División de Argentina de Olimpo, con el que salió campeón de la Primera B Nacional en 2001. También logró el ascenso en 2003 con Quilmes.

### Quilmes Atlético Club
Tras haber ascendido con Olimpo, en julio de 2002, Alfaro dejó la conducción técnica del club bahiense para hacerse cargo de Quilmes, en ese momento en la Primera B Nacional.
En su primer año consiguió el ascenso a la máxima categoría del fútbol argentino. En esa campaña el equipo salió tercero de la tabla general y ganó las dos finales por el segundo ascenso (el primero lo había obtenido Atlético de Rafaela). En la B Nacional Alfaro dirigió a Quilmes en 40 partidos, ganando 18, empatando 14 y perdiendo 8.
En Primera División, Alfaro estuvo por dos temporadas. En la primera, la 2003/04, guio a Quilmes a conseguir la, hasta entonces, mejor producción de un equipo recién ascendido. En el Apertura 2003 Quilmes salió cuarto con 31 puntos; en el Clausura 2004 obtuvo 29 puntos y salió sexto. Como resultado, quedó quinto en la tabla acumulada de la temporada 2003/04 y obtuvo el derecho a participar de las Copas Sudamericana 2004 y Libertadores 2005.
En la segunda temporada con Alfaro al mando, Quilmes tuvo un rendimiento más discreto. Quedó eliminado de la Sudamericana rápidamente, al perder en la fase de eliminación entre equipos argentinos contra San Lorenzo. En el Apertura 2004 Quilmes obtuvo 24 puntos.
En la Copa Libertadores 2005, el gran torneo que tenía Quilmes por delante, Alfaro no logró que su equipo pasara la fase de grupos. Quedó tercero de su grupo, por detrás de San Pablo y la Universidad de Chile. Esa parte de la temporada estuvo caracterizada por fuertes turbulencias. Quilmes llegó a sufrir la detención de uno de sus jugadores, en Brasil, por insultos racistas. En el torneo local, el Clausura 2005, Quilmes terminó arrastrándose dentro de las canchas y ofreciendo un espectáculo lamentable. Alfaro se fue cinco fechas antes de que terminara el torneo.
En total, en Primera División, Gustavo Alfaro dirigió a Quilmes en 71 partidos, con 26 victorias, 22 empates y 23 derrotas. En el total de esta segunda etapa, incluyendo la B Nacional, fueron 111 partidos dirigidos, con 44 victorias, 36 empates y 31 derrotas.

### San Lorenzo de Almagro
A mediados de 2005, llegó su oportunidad de comandar a uno de los cinco grandes del fútbol argentino, el Club Atlético San Lorenzo de Almagro, logrando ganar los últimos dos partidos del Torneo Clausura.Como preparación para el Apertura de ese año, y tras amenazar con renunciar —a los pocos días de asumir— de no llegar al menos dos incorporaciones de peso, los dirigentes le traerían ocho jugadores, y entre ellos los refuerzos más resonantes de aquel mercado de pases: José Saturnino Cardozo y Paolo Montero. También se destacó el esfuerzo económico realizado para asegurar la continuidad de Ezequiel Lavezzi, adquiriendo su pase. Así las cosas, se crearon grandes expectativas, pero luego de un comienzo muy prometedor la campaña terminaría siendo mediocre, alcanzando apenas 28 puntos y sufriendo goleadas históricas ante River (1-5), Banfield (0-5) y Colón (1-4). Esta última caída sería especialmente significativa, ya que fue la primera victoria de Colón en el Estadio Pedro Bidegain y su primer triunfo ante San Lorenzo fuera de casa en 27 años.Durante ese certamen, además, el elenco de Alfaro rompió el récord del club en derrotas como visitante y de goles en contra en torneos cortos, sufriendo 39 (por lejos el conjunto más goleado). Es de destacar que en el campeonato siguiente, en el que Alfaro sólo dirigiría las primeras tres fechas (recibiendo en ellas casi un tercio del total final de goles), San Lorenzo acabaría con la valla menos vencida (14 goles, al igual que el campeón Boca Juniors). A pesar de los cada vez más efusivos pedidos de los simpatizantes azulgranas para que se lo despida, sería sostenido únicamente por el apoyo del presidente de entonces, Rafael Savino, para continuar hasta el año siguiente.
De todas formas, no duraría mucho más, ya que, producto de un arranque muy pobre en el Torneo Clausura 2006, Savino se vería prácticamente obligado a despedirlo por los hinchas y el resto de la comisión directiva.Y, si bien durante el torneo anterior el entrenador había manifestado que su renuncia estaba a disposición, en una actitud muy poco usual en el fútbol argentino, se negó a cualquier arreglo intermedio y exigió al club el cobro íntegro de su contrato. Poco tiempo después de ser echado del club porteño, llegó a acordar de palabra su llegada a Rosario Central, pero a último momento desistió de hacerse cargo de la dirección técnica, aduciendo «compromisos ineludibles» de índole personal.
En San Lorenzo, Gustavo Alfaro totalizó 22 partidos dirigidos, ganando su equipo ocho, empatando cinco y perdiendo nueve. Como corolario a su permeabilidad defensiva, San Lorenzo recibió, mientras lo dirigió Alfaro, 43 goles en contra, una media de casi dos por partido.

### Arsenal de Sarandí
En 2006, fue contratado por Arsenal de Sarandí,donde realizó la mejor campaña en la historia del club en primera división, clasificándolo a la Copa Sudamericana y, por primera vez en la historia del club, a la Copa Libertadores. En esa participación en la Copa Sudamericana 2007 salió campeón, siendo la primera copa internacional del club de Sarandí. Al final de la temporada no renovó contrato con el club y se alejó por unos años del mismo.

### Rosario Central
El jueves 9 de octubre, tras el despido de "Vitamina" Sánchez de Rosario Central y luego de rechazar dirigir a la selección nacional de Colombia, llegó a un acuerdo con el presidente del club de Arroyito, Horacio Usandizaga, y tomó el puesto de director técnico de Central. Si bien fue presentado como «el técnico que será campeón con Central», luego de 14 partidos, con 10 derrotas, 2 empates y 2 triunfos, presentó la renuncia el 28 de febrero de 2009.

### Al-Ahli Football Club
A mediados de 2009 asume como director técnico del Al-Ahli de Arabia Saudita, donde ficha a un viejo conocido de Arsenal, Josimar Mosquera, junto a los argentinos Rusculleda y Javier Toledo, pero tras un semestre al mando del equipo de Jeddah es despedido al cosechar sólo 5 victorias y apenas 3 empates en 12 partidos.

### Arsenal de Sarandí (segunda etapa)
El miércoles 16 de junio de 2010, Alfaro retorna como director técnico a Arsenal de Sarandí, iniciando así una nueva etapa en el club celeste y rojo.En el primer campeonato de su segunda etapa logra dejar al club tercero en el Torneo Apertura 2010, y el 24 de junio de 2012, logra salir campeón del Torneo Clausura, ganándole por 1-0 a Belgrano.Producto de haber ganado el Clausura, los dirigidos por Alfaro disputaron ese mismo año la final de la Supercopa Argentina contra el ganador de la edición de ese año de la Copa Argentina. En dicho partido el conjunto de Sarandí se coronó campeón en la tanda de penales por un marcador de 5 a 4.Al año siguiente, Arsenal se iba a encontrar una vez más jugando una final, esta vez de la Copa Argentina 2013 contra San Lorenzo, donde Arsenal ganaría por un abultado marcador de 3-0, consiguiendo así el quinto título de su historia, todos bajo su cargo.
A mitad del semestre siguiente, en abril de 2014, tras malos resultados en el certamen local (que tenían a Arsenal en el último puesto), Alfaro anunció que abandonaría la institución de Sarandí al finalizar su contrato, en el mes de junio. Sin embargo, días más tarde, con su equipo clasificado a octavos de final en la Copa Libertadores, pero habiendo cosechado sólo 10 unidades en 13 fechas del torneo clausura, la dirigencia de Arsenal decidió despedirlo y, en menos de 12 horas, acordó la llegada de su sucesor, Martín Palermo.

### Club Atlético Tigre
En septiembre de 2014, acordó su llegada a Tigre. El equipo obtuvo 26 puntos en el torneo 2014, terminando en el séptimo lugar. Luego obtuvieron 46 puntos en el torneo Julio Grondona 2015, quedando en el décimo puesto. En torneos internacionales solo disputaría el repechaje de la Sudamericana 2015 y la liguilla Pre-Sudamericana 2016. El 25 de noviembre Alfaro anunció que no seguiría siendo técnico de Tigre, equipo con el cual tenía contrato hasta el 31 de diciembre de ese año, sin especificar motivos puntuales. Cerró su ciclo al perder con Colon 4-1, quedando fuera de ingresar a la Copa Sudamericana 2016.

### Gimnasia y Esgrima La Plata
En 2016, Alfaro es contratado como entrenador del Club de Gimnasia y Esgrima La Plata.Allí tuvo un buen inicio, ubicando al club platense en la décima posición del Campeonato de Primera División de ese año y logrando llevarlo a la semifinal de la Copa Argentina por primera vez en su historia, donde serían eliminados por River Plate.Luego de iniciar el año 2017 con cinco victorias consecutivas, Alfaro logró clasificar a su equipo a la Copa Sudamericana 2017; aunque caerían en primera ante Ponte Preta de Brasil. Tras este golpe, y luego de una seguidilla de derrotas (incluyendo una frente al clásico rival, Estudiantes de La Plata), Alfaro renunció a su cargo en mayo de ese año.

### Club Atlético Huracán
Luego de su paso por Gimnasia, Alfaro fue contratado por Huracán en julio de 2017.En su primer año clasificaría en el cuarto puesto de la Superliga Argentina, asegurándose así su participación en la fase de grupos de la Copa Libertadores 2019. De Huracán se retiraría con algo de polémica, ya que la renuncia de Guillermo Barros Schelotto a la dirección técnica del club Boca Juniors causó una suerte de «caza» de técnicos por parte de esta última institución, evaluándose al «Turco» Mohamed y Eduardo Domínguez. La historia terminó con el ofrecimiento a Alfaro y el enojo de los dirigentes e hinchas del club por dicha maniobra. «Al hincha no le pido que me entienda, le pido perdón», expresó el DT en una carta, al renunciar. Alfaro se fue de Huracán dejándolo en el cuarto puesto del Campeonato de Superliga Argentina con dos partidos menos que el resto de los equipos debido a la suspensión de dichos encuentros.

### Boca Juniors
El 2 de enero de 2019, Gustavo Alfaro fue contratado como nuevo director técnico por Club Atlético Boca Juniors, teniendo su debut oficial el 27 de enero del 2019, igualando 1-1 frente a Newell's Old Boys por la Superliga 2018-19. En dicha competencia nacional terminaría tercero. El 2 de mayo conseguiría consagrarse campeón de la Supercopa Argentina 2018 ante Rosario Central, venciendo en tanda de penales por 6-5 luego de empatar 0-0 en los noventa minutos. El 2 de junio perdería 0-2 contra Club Tigre la final de la Copa de la Superliga 2019 en Córdoba. Más allá del título obtenido, la prensa especializada le criticó a Alfaro la falta de una identidad de juego clara en su equipo.
Boca se midió en los octavos de final de la Copa Libertadores 2019 ante Athletico Paranaense, rival conocido en fase de grupos por el equipo de Alfaro. El 31 de julio del 2019, Boca venció 2-0 a Atl. Paranaense tras el 0-1 de la ida, con lo que pasaría a cuartos de final de Copa Libertadores 2019. El 13 de agosto, Boca empató 1-1 con Almagro y quedó eliminado 1-3 en penales en dieciseisavos de Copa Argentina 2019. El 1 de septiembre Alfaro disputaría su primer superclásico, Boca empató 0-0 con River de visitante por la fecha 5 de la Superliga 2019-20. El 1 de octubre Boca perdió 2-0 con River de visitante por la ida de las semifinales de Copa Libertadores 2019.  El 22 de octubre Boca venció 1-0 a River pero perdería el global 2-1 quedando eliminado de Copa Libertadores 2019. El mismo Alfaro puso en duda su continuidad en el club. Ya afuera de la Libertadores, al club sólo le quedaba el torneo local. Por el buen arranque en el torneo, Boca alcanzó la cima de la Superliga y se mantuvo peleando la punta en todo el semestre, destacándose victorias frente a San Lorenzo, Estudiantes, Defensa y Justicia, Arsenal y Banfield, un empate con River de visitante y derrotas frente a Lanús y Racing. El 8 de diciembre, sería su último partido al frente de Boca, en una derrota 0-1 contra Central en Rosario (fecha 16), mismo día en que se celebró la elección de nuevas autoridades en la institución. El contrato de Alfaro terminaba el 31 de diciembre, y no fue renovado por la nueva comisión directiva. Lo sustituyó en el cargo Miguel Ángel Russo. 

### Selección de Ecuador
El 26 de agosto de 2020, se oficializó su contratación como director técnico de la selección ecuatoriana de fútbol. Debutó en las Eliminatorias Sudamericanas hacia Catar 2022, el 8 de septiembre ante Argentina en Buenos Aires, finalizando con derrota 1-0. Cerró la eliminatoria en la cuarta posición, con 26 puntos, logrando la clasificación al Mundial Catar 2022. Durante este proceso fue considerado uno de los mejores directores técnicos de la competición. Disputó la Copa América 2021, llegando a cuartos de final, cayendo derrotado 3-0 nuevamente ante Argentina. El 12 de enero del 2023, después de la eliminación en fase de grupos en la Copa Mundial de Catar 2022, anunció su salida de la selección, aduciendo la falta de compromiso de la federación por unos pagos pendientes a él y a su equipo de trabajo.

### Selección de Costa Rica
El 2 de noviembre de 2023, fue oficializado como entrenador de la selección de fútbol de Costa Rica.En la Copa América 2024, el seleccionado centroamericano quedó eliminado en la fase de grupos luego de finalizar en la tercera colocación del Grupo D. El 9 de agosto de 2024, presentó su renuncia al cargo.

### Selección de Paraguay
El 15 de agosto de 2024, fue anunciado como entrenador de la selección de fútbol de Paraguay.

##### Partidos dirigidos en la selección paraguaya
| #  | Fecha                    | Lugar        | Rival         | Resultado | Competición                      | Goleadores                 |
| -- | ------------------------ | ------------ | ------------- | --------- | -------------------------------- | -------------------------- |
| 1  | 6 de septiembre de 2024  | Montevideo   | Uruguay       | 0-0       | Eliminatorias Sudamericanas 2026 |                            |
| 2  | 10 de septiembre de 2024 | Asunción     | Brasil        | 1-0       | Eliminatorias Sudamericanas 2026 | D. Gómez                   |
| 3  | 10 de octubre de 2024    | Quito        | Ecuador       | 0-0       | Eliminatorias Sudamericanas 2026 |                            |
| 4  | 15 de octubre de 2024    | Asunción     | Venezuela     | 2-1       | Eliminatorias Sudamericanas 2026 | A. Sanabria (2)            |
| 5  | 14 de noviembre de 2024  | Asunción     | Argentina     | 2-1       | Eliminatorias Sudamericanas 2026 | A. Sanabria y O. Alderete  |
| 6  | 19 de noviembre de 2024  | El Alto      | Bolivia       | 2-2       | Eliminatorias Sudamericanas 2026 | M. Almirón y J. Enciso     |
| 7  | 20 de marzo de 2025      | Asunción     | Chile         | 1-0       | Eliminatorias Sudamericanas 2026 | O. Alderete                |
| 8  | 25 de marzo de 2025      | Barranquilla | Colombia      | 2-2       | Eliminatorias Sudamericanas 2026 | J. Alonso y J. Enciso      |
| 9  | 5 de junio de 2025       | Asunción     | Uruguay       | 2-0       | Eliminatorias Sudamericanas 2026 | M. Galarza y J. Enciso (p) |
| 10 | 10 de junio de 2025      | São Paulo    | Brasil        | 0-1       | Eliminatorias Sudamericanas 2026 |                            |
| 11 | 4 de septiembre de 2025  | Asunción     | Ecuador       | ---       | Eliminatorias Sudamericanas 2026 |                            |
| 12 | 9 de septiembre de 2025  | Lima         | Perú          | ---       | Eliminatorias Sudamericanas 2026 |                            |
| 13 | 10 de octubre de 2025    | Osaka        | Japón         | ---       | Amistoso                         |                            |
| 14 | 14 de octubre de 2025    | [[]]         | Corea del Sur | ---       | Amistoso                         |                            |

- Se menciona en primer término el marcador registrado por el conjunto paraguayo.

##### Estadísticas en la selección paraguaya como entrenador
Actualizado al 11 de junio de 2025 (10 PJ)
| Antonio Sanabria     | Torino           | 3 | 7  |
| Julio Enciso         | Ipswich Town     | 3 | 10 |
| Omar Alderete        | Getafe           | 2 | 9  |
| Matías Galarza       | Talleres         | 1 | 4  |
| Diego Gómez Amarilla | Inter de Miami   | 1 | 8  |
| Junior Alonso        | Atlético Mineiro | 1 | 9  |
| Miguel Almirón       | Newcastle United | 1 | 10 |

| Julio Enciso             | Ipswich Town            | 10 | 3 |
| Miguel Almirón           | Atlanta United          | 10 | 1 |
| Roberto Junior Fernández | Cerro Porteño           | 10 | 0 |
| Mathias Villasanti       | Grêmio                  | 10 | 0 |
| Omar Alderete            | Getafe                  | 9  | 2 |
| Junior Alonso            | Atlético Mineiro        | 9  | 1 |
| Ramón Sosa               | Nottingham Forest       | 9  | 0 |
| Diego Gómez Amarilla     | Brighton & Hove Albion  | 8  | 1 |
| Juan José Cáceres        | Dinamo Moscú            | 8  | 0 |
| Andrés Cubas             | Vancouver Whitecaps     | 8  | 0 |
| Antonio Sanabria         | Torino                  | 7  | 3 |
| Gustavo Gómez Portillo   | Palmeiras               | 7  | 0 |
| Ángel Romero Villamayor  | Corinthians             | 7  | 0 |
| Damián Bobadilla         | São Paulo               | 7  | 0 |
| Fabián Balbuena          | Dinamo Moscú            | 6  | 0 |
| Alejandro Romero Gamarra | Al-Ain Football Club    | 6  | 0 |
| Isidro Pitta             | Cuiabá                  | 5  | 0 |
| Matías Galarza           | Talleres                | 4  | 1 |
| Alex Arce                | Liga de Quito           | 4  | 0 |
| Gustavo Velázquez Ramos  | Cerro Porteño           | 4  | 0 |
| Gabriel Ávalos           | Independiente           | 4  | 0 |
| Agustín Sández           | Rosario Central         | 3  | 0 |
| Wilder Viera             | Cerro Porteño           | 1  | 0 |
| Blas Riveros             | Talleres                | 1  | 0 |
| Hugo Cuenca              | Milan                   | 1  | 0 |
| Santiago Arzamendia      | Estudiantes de La Plata | 1  | 0 |
| Alfio Oviedo             | Bolívar                 | 1  | 0 |

## Comentarista
Desde 2006, Alfaro ha participado como analista invitado en Caracol Televisión de Colombia durante las transmisiones de los partidos de la selección nacional. Ha desempeñado funciones de comentarista en los mundiales de  Alemania 2006, Sudáfrica 2010, Brasil 2014 y Rusia 2018, así como en las Copa América de Venezuela 2007, Argentina 2011, Chile 2015 y Estados Unidos 2016. Su labor también ha abarcado la cobertura de las Eliminatorias Sudamericanas para los mundiales de 2010, 2014, 2018 y 2026. Ha sido comentarista en las transmisiones de la Liga de Campeones de la UEFA, la Liga Europa de la UEFA y los partidos amistosos de selecciones nacionales, siempre bajo la señal de Caracol Televisión.

## Clubes

### Como futbolista
| Club                | País      | Año       | PJ  | Goles |
| ------------------- | --------- | --------- | --- | ----- |
| Atlético de Rafaela | Argentina | 1988-1992 | 126 | 6     |

### Como entrenador

#### Clubes
| Equipo                     | Div.         | Temporada    | Liga | Liga | Liga | Liga |    | Copa | Copa | Copa | Copa |    | Internacional | Internacional | Internacional | Internacional |   | Otros | Otros | Otros | Otros |     | Totales     | Totales | Totales | Totales | Totales | Totales | Totales | Totales |
| Equipo                     | Div.         | Temporada    | PD   | G    | E    | P    | PD | G    | E    | P    | PD   | G  | E             | P             | PD            | G             | E | P     | PD    | G     | E     | P   | Rendimiento | GF      | GC      | Dif.    |         |         |         |         |
| -------------------------- | ------------ | ------------ | ---- | ---- | ---- | ---- | -- | ---- | ---- | ---- | ---- | -- | ------------- | ------------- | ------------- | ------------- | - | ----- | ----- | ----- | ----- | --- | ----------- | ------- | ------- | ------- | ------- | ------- | ------- | ------- |
| Atlético Rafaela Argentina | 2.ª          | 1992-93      | 42   | 12   | 19   | 11   | -  | -    | -    | -    | -    | -  | -             | -             | -             | -             | - | -     | 42    | 12    | 19    | 11  | 43.65%      | 44      | 39      | +5      |         |         |         |         |
| Atlético Rafaela Argentina | 2.ª          | 1993-94      | 42   | 13   | 16   | 13   | -  | -    | -    | -    | -    | -  | -             | -             | -             | -             | - | -     | 42    | 13    | 16    | 13  | 43.65%      | 52      | 50      | +2      |         |         |         |         |
| Atlético Rafaela Argentina | 2.ª          | 1994-95      | 42   | 21   | 12   | 9    | -  | -    | -    | -    | -    | -  | -             | -             | -             | -             | - | -     | 42    | 21    | 12    | 9   | 59.52%      | 68      | 38      | +30     |         |         |         |         |
| Quilmes Argentina          | 2.ª          | 1996-97      | 42   | 18   | 11   | 13   | -  | -    | -    | -    | -    | -  | -             | -             | -             | -             | - | -     | 42    | 18    | 11    | 13  | 51.59%      | 60      | 47      | +13     |         |         |         |         |
| Atlético Rafaela Argentina | 2.ª          | 1998-99      | 36   | 14   | 9    | 13   | -  | -    | -    | -    | -    | -  | -             | -             | -             | -             | - | -     | 36    | 14    | 9     | 13  | 47.22%      | 54      | 46      | +8      |         |         |         |         |
| Atlético Rafaela Argentina | 2.ª          | 1999-00      | 36   | 17   | 7    | 12   | -  | -    | -    | -    | -    | -  | -             | -             | -             | -             | - | -     | 36    | 17    | 7     | 12  | 53.7%       | 46      | 39      | +7      |         |         |         |         |
| Atlético Rafaela Argentina | Total        | Total        | 198  | 77   | 63   | 58   | -  | -    | -    | -    | -    | -  | -             | -             | -             | -             | - | -     | 198   | 77    | 63    | 58  | 49.5%       | 264     | 212     | +52     |         |         |         |         |
| Belgrano Argentina         | 1.ª          | 2001-C       | 14   | 2    | 5    | 7    | -  | -    | -    | -    | -    | -  | -             | -             | -             | -             | - | -     | 14    | 2     | 5     | 7   | 26.19%      | 8       | 20      | -12     |         |         |         |         |
| Belgrano Argentina         | Total        | Total        | 14   | 2    | 5    | 7    | -  | -    | -    | -    | -    | -  | -             | -             | -             | -             | - | -     | 14    | 2     | 5     | 7   | 26.19%      | 8       | 20      | -12     |         |         |         |         |
| Olimpo Argentina           | 2.ª          | 2001-02      | 24   | 13   | 7    | 4    | -  | -    | -    | -    | -    | -  | -             | -             | -             | -             | - | -     | 24    | 13    | 7     | 4   | 63.89%      | 36      | 20      | +16     |         |         |         |         |
| Olimpo Argentina           | Total        | Total        | 24   | 13   | 7    | 4    | -  | -    | -    | -    | -    | -  | -             | -             | -             | -             | - | -     | 24    | 13    | 7     | 4   | 63.89%      | 36      | 20      | +16     |         |         |         |         |
| Quilmes Argentina          | 2.ª          | 2002-03      | 40   | 18   | 14   | 8    | -  | -    | -    | -    | -    | -  | -             | -             | -             | -             | - | -     | 40    | 18    | 14    | 8   | 56.67%      | 63      | 40      | +23     |         |         |         |         |
| Quilmes Argentina          | 1.ª          | 2003-04      | 38   | 15   | 15   | 8    | -  | -    | -    | -    | -    | -  | -             | -             | -             | -             | - | -     | 38    | 15    | 15    | 8   | 52.63%      | 41      | 29      | +12     |         |         |         |         |
| Quilmes Argentina          | 1.ª          | 2004-05      | 33   | 11   | 7    | 15   | -  | -    | -    | -    | -    | -  | -             | -             | -             | -             | - | -     | 33    | 11    | 7     | 15  | 40.4%       | 28      | 37      | -9      |         |         |         |         |
| Quilmes Argentina          | Total        | Total        | 153  | 62   | 47   | 44   | -  | -    | -    | -    | -    | -  | -             | -             | -             | -             | - | -     | 153   | 62    | 47    | 44  | 50.76%      | 192     | 153     | +39     |         |         |         |         |
| San Lorenzo Argentina      | 1.ª          | 2005-06      | 22   | 8    | 5    | 9    | -  | -    | -    | -    | -    | -  | -             | -             | -             | -             | - | -     | 22    | 8     | 5     | 9   | 43.94%      | 35      | 43      | -8      |         |         |         |         |
| San Lorenzo Argentina      | Total        | Total        | 22   | 8    | 5    | 9    | -  | -    | -    | -    | -    | -  | -             | -             | -             | -             | - | -     | 22    | 8     | 5     | 9   | 43.94%      | 35      | 43      | -8      |         |         |         |         |
| Arsenal Argentina          | 1.ª          | 2006-07      | 38   | 17   | 11   | 10   | -  | -    | -    | -    | -    | -  | -             | -             | -             | -             | - | -     | 38    | 17    | 11    | 10  | 54.39%      | 57      | 46      | +11     |         |         |         |         |
| Arsenal Argentina          | 1.ª          | 2007-08      | 38   | 14   | 9    | 15   | -  | -    | -    | -    | 18   | 8  | 5             | 5             | -             | -             | - | -     | 56    | 22    | 14    | 20  | 47.62%      | 65      | 74      | -9      |         |         |         |         |
| Rosario Central Argentina  | 1.ª          | 2008-09      | 14   | 2    | 2    | 10   | -  | -    | -    | -    | -    | -  | -             | -             | -             | -             | - | -     | 14    | 2     | 2     | 10  | 19.05%      | 12      | 19      | -7      |         |         |         |         |
| Rosario Central Argentina  | Total        | Total        | 14   | 2    | 2    | 10   | -  | -    | -    | -    | -    | -  | -             | -             | -             | -             | - | -     | 14    | 2     | 2     | 10  | 19.05%      | 12      | 19      | -7      |         |         |         |         |
| Al-Ahli Arabia Saudita     | 1.ª          | 2009-10      | 12   | 4    | 4    | 4    | -  | -    | -    | -    | -    | -  | -             | -             | -             | -             | - | -     | 12    | 4     | 4     | 4   | 44.44%      | 15      | 15      | +0      |         |         |         |         |
| Al-Ahli Arabia Saudita     | Total        | Total        | 12   | 4    | 4    | 4    | -  | -    | -    | -    | -    | -  | -             | -             | -             | -             | - | -     | 12    | 4     | 4     | 4   | 44.44%      | 15      | 15      | +0      |         |         |         |         |
| Arsenal Argentina          | 1.ª          | 2010-11      | 38   | 15   | 12   | 11   | -  | -    | -    | -    | -    | -  | -             | -             | -             | -             | - | -     | 38    | 15    | 12    | 11  | 50%         | 47      | 41      | +6      |         |         |         |         |
| Arsenal Argentina          | 1.ª          | 2011-12      | 38   | 17   | 11   | 10   | 2  | 1    | 0    | 1    | 14   | 5  | 2             | 7             | -             | -             | - | -     | 54    | 23    | 13    | 18  | 50.61%      | 70      | 54      | +16     |         |         |         |         |
| Arsenal Argentina          | 1.ª          | 2012-13      | 38   | 17   | 9    | 12   | 6  | 5    | 1    | 0    | 6    | 2  | 1             | 3             | 1             | 0             | 1 | 0     | 51    | 24    | 12    | 15  | 54.9%       | 65      | 61      | +4      |         |         |         |         |
| Arsenal Argentina          | 1.ª          | 2013-14      | 32   | 10   | 10   | 12   | -  | -    | -    | -    | 6    | 4  | 0             | 2             | 1             | 0             | 0 | 1     | 39    | 14    | 10    | 15  | 44.45%      | 42      | 42      | +0      |         |         |         |         |
| Arsenal Argentina          | Total        | Total        | 222  | 90   | 62   | 70   | 8  | 6    | 1    | 1    | 44   | 19 | 8             | 17            | 2             | 0             | 1 | 1     | 276   | 115   | 72    | 89  | 50.37%      | 346     | 318     | +28     |         |         |         |         |
| Tigre Argentina            | 1.ª          | 2014         | 13   | 7    | 1    | 5    | 1  | 0    | 0    | 1    | -    | -  | -             | -             | -             | -             | - | -     | 14    | 7     | 1     | 6   | 52.38%      | 25      | 21      | +4      |         |         |         |         |
| Tigre Argentina            | 1.ª          | 2015         | 30   | 12   | 10   | 8    | 2  | 1    | 0    | 1    | 2    | 0  | 0             | 2             | 1             | 0             | 0 | 1     | 35    | 13    | 10    | 12  | 46.66%      | 37      | 37      | +0      |         |         |         |         |
| Tigre Argentina            | Total        | Total        | 43   | 19   | 11   | 13   | 3  | 1    | 0    | 2    | 2    | 0  | 0             | 2             | 1             | 0             | 0 | 1     | 49    | 20    | 11    | 18  | 48.3%       | 62      | 58      | +4      |         |         |         |         |
| Gimnasia LP Argentina      | 1.ª          | 2016         | 8    | 3    | 3    | 2    | 5  | 3    | 1    | 1    | -    | -  | -             | -             | -             | -             | - | -     | 13    | 6     | 4     | 3   | 56.41%      | 17      | 14      | +3      |         |         |         |         |
| Gimnasia LP Argentina      | 1.ª          | 2016-17      | 24   | 9    | 7    | 8    | -  | -    | -    | -    | 2    | 0  | 2             | 0             | -             | -             | - | -     | 26    | 9     | 9     | 8   | 46.16%      | 21      | 18      | +3      |         |         |         |         |
| Gimnasia LP Argentina      | Total        | Total        | 32   | 12   | 10   | 10   | 5  | 3    | 1    | 1    | 2    | 0  | 2             | 0             | -             | -             | - | -     | 39    | 15    | 13    | 11  | 49.57%      | 38      | 32      | +6      |         |         |         |         |
| Huracán Argentina          | 1.ª          | 2017-18      | 27   | 13   | 9    | 5    | 1  | 0    | 0    | 1    | 2    | 1  | 1             | 0             | -             | -             | - | -     | 30    | 14    | 10    | 6   | 57.78%      | 36      | 26      | +10     |         |         |         |         |
| Huracán Argentina          | 1.ª          | 2018-19      | 14   | 7    | 5    | 2    | 2  | 1    | 0    | 1    | -    | -  | -             | -             | -             | -             | - | -     | 16    | 8     | 5     | 3   | 60.42%      | 20      | 14      | +6      |         |         |         |         |
| Huracán Argentina          | Total        | Total        | 41   | 20   | 14   | 7    | 3  | 1    | 0    | 2    | 2    | 1  | 1             | 0             | -             | -             | - | -     | 46    | 22    | 15    | 9   | 58.7%       | 56      | 40      | +16     |         |         |         |         |
| Boca Juniors Argentina     | 1.ª          | 2018-19      | 12   | 8    | 3    | 1    | 7  | 3    | 3    | 1    | 12   | 7  | 3             | 2             | 1             | 0             | 1 | 0     | 32    | 18    | 10    | 4   | 66.67%      | 51      | 20      | +31     |         |         |         |         |
| Boca Juniors Argentina     | 1.ª          | 2019-20      | 16   | 8    | 5    | 3    | 2  | 1    | 1    | 0    | -    | -  | -             | -             | -             | -             | - | -     | 18    | 9     | 6     | 3   | 61.11%      | 22      | 8       | +14     |         |         |         |         |
| Boca Juniors Argentina     | Total        | Total        | 28   | 16   | 8    | 4    | 9  | 4    | 4    | 1    | 12   | 7  | 3             | 2             | 1             | 0             | 1 | 0     | 50    | 27    | 16    | 7   | 64.67%      | 73      | 28      | +45     |         |         |         |         |
| Total clubes               | Total clubes | Total clubes | 803  | 325  | 238  | 240  | 28 | 15   | 6    | 7    | 62   | 27 | 14            | 21            | 4             | 0             | 2 | 2     | 897   | 367   | 260   | 270 | 50.57%      | 1137    | 958     | +179    |         |         |         |         |
| 1. 2. 3.                   |              |              |      |      |      |      |    |      |      |      |      |    |               |               |               |               |   |       |       |       |       |     |             |         |         |         |         |         |         |         |

#### Selección
| Ecuador             | 2020                | -   | -   | -   | -   | -   | 4  | 3  | 0  | 1  | -  | -  | -  | -  | -  | -  | - | - | - | 4   | 3   | 0   | 1   | 75%    | 13   | 6    | +7   |
| Ecuador             | 2021                | 5   | 0   | 3   | 2   | 1/4 | 10 | 4  | 2  | 4  | -  | -  | -  | -  | -  | 3  | 2 | 1 | 0 | 18  | 6   | 6   | 6   | 44.44% | 21   | 20   | +1   |
| Ecuador             | 2022                | -   | -   | -   | -   | -   | 4  | 0  | 3  | 1  | 3  | 1  | 1  | 1  | FG | 6  | 2 | 4 | 0 | 13  | 3   | 8   | 2   | 43.59% | 10   | 9    | +1   |
| Ecuador             | Total               | 5   | 0   | 3   | 2   | -   | 18 | 7  | 5  | 6  | 3  | 1  | 1  | 1  | -  | 9  | 4 | 5 | 0 | 35  | 12  | 14  | 9   | 47.62% | 44   | 35   | +9   |
| Costa Rica          | 2023                | 2   | 0   | 0   | 2   | 1/4 | -  | -  | -  | -  | -  | -  | -  | -  | -  | -  | - | - | - | 2   | 0   | 0   | 2   | 0%     | 1    | 6    | -5   |
| Costa Rica          | 2024                | 3   | 1   | 1   | 1   | FG  | 3  | 3  | 0  | 0  | -  | -  | -  | -  | -  | 3  | 1 | 1 | 1 | 9   | 5   | 2   | 2   | 62.97% | 15   | 8    | +7   |
| Costa Rica          | Total               | 5   | 1   | 1   | 3   | -   | 3  | 3  | 0  | 0  | -  | -  | -  | -  | -  | 3  | 1 | 1 | 1 | 11  | 5   | 2   | 4   | 51.51% | 16   | 14   | +2   |
| Paraguay            | 2024                | -   | -   | -   | -   | -   | 6  | 3  | 3  | 0  | -  | -  | -  | -  | -  | -  | - | - | - | 6   | 3   | 3   | 0   | 66.67% | 7    | 4    | +3   |
| Paraguay            | 2025                | -   | -   | -   | -   | -   | 4  | 2  | 1  | 1  | -  | -  | -  | -  | -  | 0  | 0 | 0 | 0 | 4   | 2   | 1   | 1   | 58.33% | 5    | 3    | +2   |
| Paraguay            | Total               | -   | -   | -   | -   | -   | 10 | 5  | 4  | 1  | -  | -  | -  | -  | -  | 0  | 0 | 0 | 0 | 10  | 5   | 4   | 1   | 63.33% | 12   | 7    | +5   |
| Total selecciones   | Total selecciones   | 10  | 1   | 4   | 5   | -   | 31 | 15 | 9  | 7  | 3  | 1  | 1  | 1  | -  | 12 | 5 | 6 | 1 | 56  | 22  | 20  | 14  | 51.19% | 72   | 56   | +16  |
| Total en su carrera | Total en su carrera | 813 | 326 | 242 | 245 | -   | 59 | 30 | 15 | 14 | 65 | 28 | 15 | 22 | -  | 16 | 5 | 8 | 3 | 953 | 389 | 280 | 284 | 50.61% | 1209 | 1014 | +195 |

##### Participaciones en Copa América
| Torneo            | Selección  | Sede           | Resultado        |
| ----------------- | ---------- | -------------- | ---------------- |
| Copa América 2021 | Ecuador    | Brasil         | Cuartos de final |
| Copa América 2024 | Costa Rica | Estados Unidos | Fase de grupos   |

##### Resumen por competencias
| Torneo                          | PD  | G   | E   | P   | GF   | GC   | Dif. | Rendimiento | Mejor resultado  |
| ------------------------------- | --- | --- | --- | --- | ---- | ---- | ---- | ----------- | ---------------- |
| Primera B Nacional              | 304 | 126 | 95  | 83  | 423  | 319  | +104 | 51.87%      | Campeón          |
| Primera División de Argentina   | 488 | 195 | 139 | 154 | 583  | 526  | +57  | 49.45%      | Campeón          |
| Liga Profesional Saudí          | 12  | 4   | 4   | 4   | 15   | 15   | +0   | 44.44%      | 6.º lugar        |
| Copa Argentina                  | 22  | 13  | 4   | 5   | 28   | 16   | +12  | 65.15%      | Campeón          |
| Copa de la Superliga            | 7   | 3   | 3   | 1   | 6    | 4    | +2   | 57.15%      | Subcampeón       |
| Supercopa Argentina             | 3   | 0   | 2   | 1   | 0    | 1    | -1   | 22.22%      | Campeón          |
| Copa Libertadores               | 40  | 20  | 5   | 15  | 58   | 51   | +7   | 54.17%      | Semifinales      |
| Copa Sudamericana               | 21  | 6   | 8   | 7   | 24   | 26   | -2   | 41.27%      | Campeón          |
| Eliminatorias Conmebol          | 28  | 12  | 9   | 7   | 39   | 26   | +13  | 53.57%      | 4.º lugar        |
| Mundial                         | 3   | 1   | 1   | 1   | 4    | 3    | +1   | 44.44%      | Fase de grupos   |
| Copa América                    | 8   | 1   | 4   | 3   | 7    | 13   | -6   | 29.17%      | Cuartos de final |
| Repechaje Concacaf Copa América | 1   | 1   | 0   | 0   | 3    | 1    | +2   | 100%        | Clasificado      |
| Eliminatorias Concacaf          | 2   | 2   | 0   | 0   | 7    | 0    | +7   | 100%        | Inconclusa       |
| Liga de Naciones de la Concacaf | 2   | 0   | 0   | 2   | 1    | 6    | -5   | 0%          | Cuartos de final |
| Amistosos                       | 12  | 5   | 6   | 1   | 11   | 7    | +4   | 58.34%      | +5 PG            |
| Total                           | 953 | 389 | 280 | 284 | 1209 | 1014 | +195 | 50.61%      | 7 Títulos        |

## Palmarés

### Como entrenador

#### Títulos nacionales
| Título              | Equipo       | País      | Año     |
| ------------------- | ------------ | --------- | ------- |
| Primera B Nacional  | Olimpo       | Argentina | 2001-02 |
| Primera División    | Arsenal      | Argentina | C-2012  |
| Supercopa Argentina | Arsenal      | Argentina | 2012    |
| Copa Argentina      | Arsenal      | Argentina | 2013    |
| Supercopa Argentina | Boca Juniors | Argentina | 2018    |
| Primera División    | Boca Juniors | Argentina | 2019-20 |

#### Títulos internacionales
| Título            | Equipo  | Sede       | Año  |
| ----------------- | ------- | ---------- | ---- |
| Copa Sudamericana | Arsenal | Avellaneda | 2007 |

#### Otros logros
- Ascenso a Primera División con Quilmes AC en 2003.
- Clasificó a la selección de fútbol de Ecuador a la Copa Mundial de Fútbol de 2022.
- Clasificó a la selección de Costa Rica a la Copa América 2024 a través del repechaje.[51]